# Icky Thump (canción)
«Icky Thump» es una canción interpretada por la banda estadounidense The White Stripes. Fue lanzada en 2007 como el primer sencillo del álbum homónimo. La canción ganó el Premio Grammy a la mejor interpretación rock de un dúo o grupo con vocalista y estuvo nominada al Premio Grammy a la mejor canción de rock en 2008.

## Tema
El título de la canción viene de la expresión del norte de Inglaterra "ecky thump" que significa "¡Oh, Dios!". 
La canción habla sobre el tema de la inmigración en los Estados Unidos y critica la política de inmigración del gobierno estadounidense. Las letras de la canción hablan sobre un personaje que viaja a México en un vagón de tren y cruza la frontera fácilmente a diferencia de los inmigrantes mexicanos. En México, el personaje conoce a una señora que lo deja quedarse a dormir en su casa, pero después lo toma como rehén. Cuando logra escapar, el personaje decide regresar a Estados Unidos y hacer las labores domésticas en vez de pagar a un inmigrante ilegal.

## Video musical
El video musical de «Icky Thump» fue estrenado en AOL el 23 de mayo de 2007. El video fue dirigido por Jack White y The Malloys y fue filmado en Nashville (Tennessee). El video incluye subtítulos en español de la letra de la canción.

## Listado de canciones
Sencillo de 7 pulgadas (versión blanca)
1. «Icky Thump»
2. «Etching»

Sencillo de 7 pulgadas
1. «Icky Thump»
2. «Baby Brother»

Sencillo promocional (CD)
1. «Icky Thump» (versión radial)
2. «Icky Thump» (versión del álbum)

Sencillo en CD
1. «Icky Thump»
2. «Catch Hell Blues»

## Listas de popularidad
| Lista (2007)                     | Posición más alta |
| -------------------------------- | ----------------- |
| Australian Singles Chart         | 46                |
| Billboard Alternative Songs      | 1                 |
| Billboard Hot 100                | 26                |
| Billboard Mainstream Rock Tracks | 11                |
| Canadian Hot 100                 | 9                 |
| Irish Singles Chart              | 21                |
| Listas musicales de Dinamarca    | 4                 |
| UK Singles Chart                 | 2                 |
| Ultratop 40 (Valonia)            | 49                |